# José Sixto Rodrigo de Vallabriga
José Sixto Rodrigo de Vallabriga, también conocido como José Sisto y como José Sisto Rodrigo (Madrid, España, diciembre de 1862-) fue un funcionario de la administración española (Hacienda Pública) en las Islas Filipinas y Marianas, y posteriormente en distintos destinos en la actual España. 
Fue hijo de Francisco Sisto Casablanca, Inspector de la Bolsa, fallecido en Madrid en 1883 y de su esposa Luisa Enriqueta Rodrigo de Vallabriga Ferrer, de origen canario). Al parecer, tendría un hermano, Francisco, nacido en 1858. Su padre, Francisco Sixto (o Sisto) Casablanca, ya dio en 1878 muestras de valor acreditado que probablemente inspiraron al hijo.
Es conocido por ser la última autoridad española en la isla de Guam o Guaján, en las islas Marianas, reconocida por su Gobierno y por el de los Estados Unidos, aunque desempeñó su cargo de modo interino, ante la ausencia de otra autoridad superior española en la isla, entre junio de 1898 y febrero de 1899.

## Reseña biográfica
Según los escalafones oficiales de los cuerpos de funcionarios de Hacienda, disponibles hoy día en la página del Boletín Oficial del Estado, boe.es, y entonces publicados en la Gaceta de Madrid, D. José Sixto Rodrigo de Vallabriga debió de ingresar al servicio del Estado español, en los cuerpos de la Hacienda pública, a los 16 años de edad, como escribiente, en 1878, ascendiendo dos años después a oficial de 5.ª clase. En 1892, encontramos en la Gaceta de Manila de 3 de mayo (pag 565) su nombramiento, de fecha 12 de marzo  en la Administración de dicha ciudad, donde curiosamente, pese a su "cesión" a Estados Unidos, y quizá debido a la inercia administrativa, aparece todavía oficialmente destinado en el escalafón de 1906.
Pero las circunstancias -posiblemente a su pesar- no lo hicieron pasar a la historia por esos hechos de su vida administrativa. Como muestra un informe del Attorney General de los Estados Unidos relativo a unos inmuebles de Guam, ya se encontraba en 1896 al cargo de la Administración de la Hacienda Pública española de las Islas Marianas.
Ello se debía a que mediante una Orden de 23 de julio de 1892, publicada en la Gaceta de Manila de 31 de agosto de 1892 (pág. 1114), José Sixto Rodrigo había cambiado provisionalmente su destino en Manila por el de Administrador de Hacienda pública de Marianas, con residencia en Agaña (isla de Guam o Guaján).
Y allí se hallaba cuando el 20 de junio de 1898 llegó al puerto de San Luis de Apra (Guam) una escuadra estadounidense formada por un crucero de la marina (USS Charleston) bajo la comandancia del capitán Henry Glass y tres transportes de tropas (Australia, City of Pekin y City of Sidney) bajo el mando del general Anderson que se dirigían a Manila para ocuparla tras la batalla naval de Cavite.
Los estadounidenses comunicaron que ambas naciones estaban en guerra, y que tenía orden de ocupar Guam (nada dijeron del resto de las islas Marianas, al igual que tampoco fueron incluidas en el Tratado de París). Obviamente, nada pudieron hacer las mínimas tropas españolas, formadas por 54 soldados peninsulares y algunos soldados filipinos. Al día siguiente, 21 de junio, el gobernador político-militar Teniente Coronel de Infantería, don Juan Marina y Vega y otros cargos fueron hechos presos y conducidos al Charleston, y el capitán Glass izó la bandera estadounidense sobre el fuerte de Santa Cruz. Pero inmediatamente la escuadra estadounidense partió hacia Manila, dejando "al cargo de" Guam, aunque sin documentación escrita, a un residente en la isla, el comerciante español nacionalizado estadounidense Francisco Portusach Martínez, y sin dejar ninguna guarnición militar.
Ante esto, según consta en documento que obra en el Archivo Histórico Nacional, D. José Sixto Rodrigo Vallabriga, como funcionario español de mayor rango, asumió interinamente el cargo de Gobernador de las Islas Marianas (y por tanto de Guam) con el apoyo de la población. Así, ya el 24 de agosto de 1898 retransmite con tal carácter a todas las demás poblaciones de las islas una orden Circular fechada en Manila el 16 de junio y llegada vía Japón, ante el corte de las comunicaciones directas. También a través del consulado español en Yokohama, el 15 de noviembre, logra comunicar a sus superiores lo sucedido los días 20 a 22 de junio, si bien las noticias llegan a España el 11 de diciembre.
Según parece, hubo un intento de cesarle como Gobernador por parte de un grupo local, aparentemente proestadounidense, que intentó sustituirle por Venancio Roberto, quien duró sólo dos días en el cargo, el 31 de diciembre de 1898 y el 1 de enero de 1899, día en que llegó a la isla el teniente comandante estadounidense Vicendon L. Cottman, del USS Brutus. Éste escuchó las posturas de las partes y decidió que José Sixto Rodrigo-Vallabriga tenía un derecho legítimo al cargo y lo mantuvo en el mismo, en tanto no hubiera cambios oficiales.
Esta etapa final duró un mes exacto: cuando llegaron a Guam las noticias oficiales del final de la guerra hispano-estadounidense y del tratado de paz de 1898, José Sixto Rodrigo-Vallabriga reconoció que la soberanía de la isla había sido transferida a los Estados Unidos y renunció a su cargo el 1 de febrero de 1899, cediendo el control de los asuntos gubernamentales y administrativos de Guam a los oficiales estadounidenses comandante Edward D. Taussig (primer gobernador -interino- de Guam en nombre de Estados Unidos) y teniente Vicendon L. Cottman. 
La bandera estadounidense se izó sobre el Palacio del Gobernador en una ceremonia que terminó con un saludo de 21 cañones desde la cañonera USS Bennington, terminando formalmente tres siglos durante los que Guam fue parte de la monarquía española. 
Debe tenerse en cuenta que fue el 11 de abril de 1899 cuando se hizo en Washington el canje de los instrumentos de ratificación del Tratado de París, poniendo fin de forma oficial al conflicto hispano-norteamericano.
Hay que señalar que el comandante Taussig fue sustituido, también como gobernador interino, por el teniente Louis A. Kaiser. El 7 de agosto llegó finalmente a Guam el primer gobernador nombrado por el presidente de Estados Unidos, el capitán Richard P. Leary, poniendo fin al periodo de transición.
Con el cese del último gobernador español, D. José Sixto, también se produjo la separación formal de Guam y el resto de las Islas Marianas, que España retuvo brevemente, pues el 17 de noviembre de 1899 fueron formalmente cedidas a Alemania (Tratado de Madrid de 30 de junio de 1899). Por los azares de la historia, esas islas entonces separadas de Guam se han vuelto a reunir con ella, aunque formando una unidad política distinta, pues desde 1986 son un territorio no incorporado de los Estados Unidos, la Comunidad de las Islas Marianas del Norte (CNMI), con capital en Saipán.
En mayo de 1899, José Sixto Rodrigo-Vallabriga abandonó Guam rumbo a Manila a bordo del vapor español "Elcano".
A su vuelta a España, a diferencia de otros que se hallaron en circunstancias similares, no le esperó ni cárcel ni juicio, sino la concesión de la Orden de Carlos III, como atestigua una Real Orden en los archivos del Ministerio de Ultramar, que en esos momentos también pasaba a la historia.
El escalafón administrativo, ya en fría prosa, nos lo muestra años después destinado en Cádiz, pero desconocemos los datos finales de su biografía.

## Distinciones
- Orden de Carlos III (1903)